# Friedrich Classen
Friedrich Fritz Classen (ur. ?, zm. ?) – niemiecki as myśliwski z czasów I wojny światowej z 11 potwierdzonymi oraz trzema niepotwierdzonymi zwycięstwami powietrznymi.
W 1915 roku Friedrich Classen przeszedł szkolenie lotnicze w FEA 10, po którym został skierowany do Fliegerabteilung 221, gdzie służył jako obserwator. 24 lipca 1917 roku razem z pilotem porucznikiem Wolterem odniósł pierwsze zwycięstwo powietrzne. Na wschód od Ieper zestrzelił samolot Nieuport Scout z No. 29 Squadron RAF.
Po ukończeniu szkoły pilotów myśliwskich Jastaschule I 6 stycznia 1918 roku został przydzielony do Jagdstaffel 3. 13 lutego został przeniesiony do Jagdstaffel 26. 19 lutego Classen odniósł swoje pierwsze zwycięstwo w nowej jednostce. W okolicach Ieper zestrzelił balon obserwacyjny. 17 września 1918 roku Classen odniósł podwójne zwycięstwo. Pierwszym zestrzelonym samolotem był Bristol F.2 Fighter z No. 88 Squadron RAF, a drugim SE5a. Ostatnie zwycięstwo Classena miało miejsce 30 października. Zestrzelił samolot bombowo-rozpoznawczy Airco DH.9 z No. 98 Squadron RAF.